# Godefroid de Reims
Godefroid de Reims est un clerc lettré de la fin XIe siècle, élève de Bruno de Cologne. Il succède à ce dernier comme écolâtre et chancelier de l'archevêché de Reims. Il laisse des écrits représentatifs de l'esprit humaniste de la Renaissance du XIIe siècle, nourri de références antiques, y compris païennes.